# Тотоєскул Нєстор Макарович
Тотоєскул Нестор Макарович (31.10.1894/19.10.1894 ст. ст. — 11.04.1922) — український військовий діяч, інженер, хорунжий УГА.

## Місце народження, батьки
Народився в с. Іспас повіт Вижниця (тепер Вижницького р-ну Чернівецької обл.) в сім'ї народного вчителя в с. Іспас, згодом залізничного службовця, сотника УГА Макарія Тотоєскула та
Адольфіни, уродженої Куліцької.

## Дитячі та юнацькі роки
Дитячі роки провів на родинному обійсті Тотоєскулів в Іспасі (буд. № 164). Брат Тотоєскула В. М. З 1906/1907 по 1913/1914 навчальні рр. навчався в Чернівецькій вищій реальній гімназії, де 29.06.1914 р. склав матуральні іспити.
Навчаючись в реальній гімназії, мешкав з батьками в Чернівцях за адресою Шітценґассе, 7а, згодом Штайнґассе, 13. Студіював в технічній академії в Відні.

## Вступ добровольцем в легіон УСС
У 1916 році вступив добровольцем у легіон УСС, де був водієм автомобілів та мотоциклів. Як фотограф залишив десятки фотографій УСС, позначених абревіатурою НТ. У 1918 р. в складі Легіону УСС був на наддніпрянській Україні, як кур'єр виконував доручення командира Легіону УСС Вільгельма Габсбурга (Василя Вишиваного). Разом кільканадцятьма іншими УС з групи архикнязя Вільгельма був приділений до праці в культурно-освітній станиці в Кам'янці-Подільському, допомагаючи організовувати школи та курси українознавства для учителів та урядовців.

## Підхорунжий та хорунжий УГА
Після розвалу Австро-Угорської монархії вступив до українського війська як підхорунжий УГА, будучи вписаним в так звану «Алфавітну книгу реєстрації січових стрільців» (насправді УГА) як «хорунжий Нестор Тотоєскуль, уроджений в 1895 р. в місцевості Буковина». З моменту формування воював у складі 1-ї (Коломийської) батареї 1-го артилерійського полку 1-ї (УСС) бригади УГА (командир сотник В. Тотоєскул). Разом з братом виготовив саморобний «панцирник» — звичайну залізничну платформу, обкладену по периметру стіною з дубових шпалів, які мали захищати від ворожих куль обслугу гармати та кількох скорострілів. Виїхавши в складі команди панцирника 04.12.1919 р. до Старого Села, а потім до Сихова під Львовом, став свідком загибелі В. Тотоєскула від ворожої кулі. Перевіз тіло брата до Станіславова, де поховав його на стрілецькому цвинтарі. Наприкінці 12.1918 р. став курсантом старшинської школи однорічних у Станіславові, яка розміщувалася в казармі колишнього 33-го полку польової артилерії. Навчання тривало від 10.01.1919 р. до 15.05.1919 р., коли у зв'язку з першим відворотом УГА Старшинську школу артилерії було переформатовано на бойову батарею польових гармат, у складі якої 25.05.1919 р. залишив Станіславів. Батарея через Тисменицю прибула до Нижнева, знищеним мостом перейшов на лівий берег Дністра в околиці Чорткова і Бучача, ставши постоєм в с. Улашківці. Командування 2-го корпусу УГА 04.06.1919 р. включило батарею однорічних, яка отримала число 4, до складу 3-го гарматного полку (командир сотник Ю. Шепарович) 3-ї Бережанської бригади УГА. Вже 05.06.1919 р. батарея однорічних ч. 4 вступила в бій з польськими підрозділами, що наступали з Чорткова. За успішну оборону Ягольниці перед наступаючим ворогом Н. Тотоєскул був іменований хорунжим артилерії УГА.

## Участь у боях проти більшовицької армії у 1919 році
Протягом 06.1919 р. у складі батареї однорічних ч. 4 брав участь у всіх боях 3-ї Бережанської бригади як командир 2-ї чети, зокрема, відзначившись в наступі на Чортків 08.06.1919 р. Після розпуску в Струсові (біля Тернополя) Старшинської школи однорічних артилерії в 07.1919 р. залишився у складі батареї ч. 4 (командир поручник Т. Мацьків) разом з 9-ма іншими курсантами школи. Після переходу УГА через Збруч брав участь в боях з більшовиками, дійшовши з 3-ю бригадою аж до Коростеня на Волині.

## Бойові дії у протиденікінському та протипольському фронтах у 1919—1920-х рр
Згодом воював на протиденікінському фронті в районі Гайсина та Брацлава. Наприкінці 1919 р. захворів на плямистий тиф, лежав хворим у військовому шпиталі у Вінниці. У реформованій більшовиками з 2-го корпусу УГА 1-й бригаді ЧУГА був хорунжим 48-ї лінійної важкої батареї 1-го важкого дивізіону (командир сотник Г. Сенечко), яка в 02.1920 р. перебувала в м. Чечельник. На початку 04.1920 р. воював на протипольському фронті в районі Чуднова. Під час загального відступу 1-ї бригади ЧУГА наприкінці 04.1919 р. батарея потрапила в полон до поляків в с. Калинівці на північ від Вінниці. Поляки забрали собі гармати та іншу зброю, а беззбройних українських військових відправили до Житомира. Вибираючи між польськими таборами полонених і службою в наддніпрянській армії, яка тоді формувалася, Н. Тотоєскул, як і інші гарматчики, старшини й підстаршини, обрав службу в новостворюваній 6-й стрілецькій дивізії ДА УНР (командир генерал М. Безручко). Звільнений за посередництвом генерала М, Капустянського з польського полону, на короткий час переїхав до Бердичева, а в середині травня до Києва, де формувалася бригада артилерії 6-ї стрілецької дивізії. В часі наступу більшовиків та панічного відступу поляків на початку 06.1920 р. через брак коней та амуніції артилеристи воювали як піхота на південь від Києва. В часі перебування дивізії в Галичині, не бажаючи служити в польському підпорядкуванні, в 10.1920 р. утік через Неполоківці на Буковину.

## Діяльність на території Румунії
Завершив вищі технічні студії на машинному відділенні технічної академії в Клужі (тепер м. Клуж-Напока в Румунії), працював інженером.

## Смерть та поховання
Помер в лікарні м. Клуж, де лікувався від запалення мозкової пліви. Похований в родинному гробівці Тотоєскулів у кварталі № 33 на Руському цвинтарі в Чернівцях поруч з братом В. Тотоєскулом під німецькомовним написом «Nestor R. v. Totoescul. Ing. — 1894—1922».